# Distrito Centro (Málaga)
El Distrito Centro (1), también conocido como Málaga Centro o Centro de Málaga, es uno de los once distritos en que está dividida administrativamente la ciudad de Málaga. Como su nombre indica, el distrito 1 está situado en el centro de la ciudad, encajado entre el Mediterráneo y los montes de Málaga. Según datos del Ayuntamiento de Málaga de enero de 2005, en el Centro estaban censados 83.456 ciudadanos, siendo el tercer distrito más poblado del municipio tras Carretera de Cádiz y Cruz de Humilladero. Al norte, se encuentran los distritos de Ciudad Jardín y Palma-Palmilla. Al este, el distrito Este y al oeste, los distritos de Bailén-Miraflores y Cruz de Humilladero. Al sur el mar Mediterráneo, y al sureste el distrito Carretera de Cádiz.
Los primeros asentamientos en el distrito surgen hace miles de años. Fue en torno al monte Gibralfaro donde los fenicios fundaron la antigua ciudad de Malaka. En el distrito 1 se encuentran la mayoría de los monumentos y edificios notables de la ciudad, entre los que destacan: la catedral, el teatro romano, la alcazaba, la casa consistorial, el Palacio de la Aduana y la sede del banco de España, así como importantes restos arqueológicos como la muralla fenicia y la muralla nazarí.

## Urbanismo
El distrito centro se encuentra dividido en dos partes por el río Guadalmedina. Al este de este se extienden el centro histórico de la ciudad, el Ensanche Heredia y los antiguos arrabales medievales del norte, que actualmente ocupan los barrios de La Goleta, La Merced, etc, la colina de El Ejido, así como otros barrios más septentrionales y recientes como Olletas. Al otro lado del río, el distrito abarca antiguos arrabales del oeste de los barrios de El Perchel, parte de La Trinidad y El Bulto, si bien esta zona se ha sido transformada en gran medida por construcciones modernas. Además, el puerto de Málaga también queda incluido dentro de los límites del distrito.

## Población
El distrito 1 tiene una población total de unos 83.456 habitantes, lo que supone alrededor de un 15% de la población total de la ciudad de Málaga. Su principal característica es la tendencia al envejecimiento, con un porcentaje de población mayor de 65 años de un 19%, que aumenta hasta el 21 en el Centro Histórico. La media de miembros por unidad familiar es de 2'6, comparado con los 3 de media del total de la ciudad. Las familias numerosas sólo representan el 11% del total y el porcentaje de personas que viven solas alcanza el 12'7%, de las que más de un 45% tiene más de 65 años.
El distrito Centro engloba algunas zonas de concentración de población marginal, caracterizadas por un alto índice desempleo, toxicomanía, desestructuración familiar y economía sumergida. Especialmente en los barrios de Olletas, El Molinillo, Capuchinos, Lagunillas, Perchel Norte y La Trinidad.
Población extranjera residente según nacionalidad
| País      | Población |
| --------- | --------- |
| Marruecos | 1.730     |
| Paraguay  | 984       |
| Ucrania   | 793       |
| Italia    | 619       |
| Rumania   | 585       |
| China     | 534       |
| Argentina | 516       |
| Bolivia   | 337       |
| Nigeria   | 296       |
| Bulgaria  | 293       |
| Otros     | 3.342     |
| Total     | 10.129    |

## Edificios y lugares notables
En el distrito 1 se encuentran la mayoría de los monumentos y edificios notables de la ciudad, entre los que destacan: la catedral, el teatro romano, la alcazaba, la casa consistorial, el Palacio de la Aduana y la sede del banco de España, así como importantes restos arqueológicos como la muralla fenicia y la muralla nazarí.
Asimismo, este distrito alberga las principales instalaciones culturales de Málaga, como son el Museo Picasso, el Centro de Arte Contemporáneo, los teatros Cervantes, Alameda, Cánovas y Echegaray, y el cine Albéniz.
También se encuentran aquí los históricos mercados de Atarazanas, Salamanca y Mercado de El Carmen

## Transporte

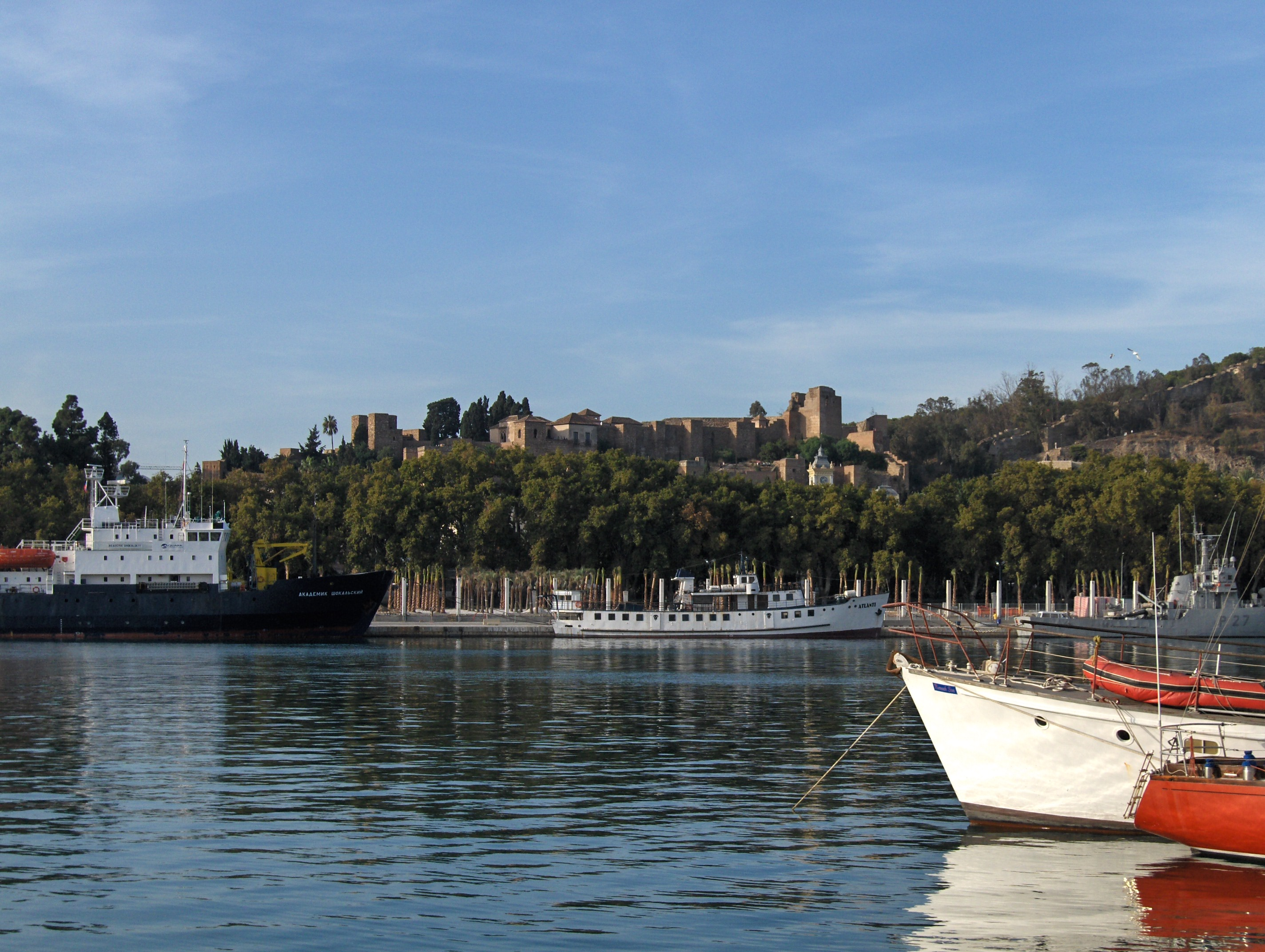
Vista de la alcazaba de Málaga desde el puerto.

Debido a la centralidad del distrito, todas las redes de transporte público de Málaga (metro, cercanías y autobuses urbanos e interurbanos) pasan dentro de sus límites, cuando no son origen o término. 
El distrito alberga a la Estación ferroviaria María Zambrano y la Estación de autobuses de Málaga, que sirven a las comunicaciones metropolitanas. La red de Cercanías Málaga cuenta además con la estación de Málaga-Centro-Alameda. Estás dos estaciones ferroviarias contarán también con sendas estaciones del futuro Metro de Málaga, a las que se añadirán las estaciones de La Marina y Malagueta
Respecto a los autobuses urbanos, las líneas de la EMT conectan el distrito con las restantes zonas de la ciudad: 
| Líneas de la EMT con parada en Distrito Centro | Líneas de la EMT con parada en Distrito Centro       | Líneas de la EMT con parada en Distrito Centro                                                              | Líneas de la EMT con parada en Distrito Centro |
| Línea                                          | Trayecto                                             | Recorrido                                                                                                   | Frecuencia                                     |
| ---------------------------------------------- | ---------------------------------------------------- | --- | ---------------------------------------------- |
| C1                                             | Circular 1                                           | Recorrido                                                                                                   | 12 minutos                                     |
| C2                                             | Circular 2                                           | Recorrido                                                                                                   | 11-12 minutos                                  |
| 1                                              | Parque del Sur - Avda. Europa (San Andrés)           | Recorrido                                                                                                   | 8-9 minutos                                    |
| 2                                              | Alameda Principal - Ciudad Jardín (San José)         | Recorrido                                                                                                   | 10-11 minutos                                  |
| 3                                              | Paseo del Parque - Puerta Blanca                     | Recorrido                                                                                                   | 8 minutos                                      |
| 4                                              | Paseo del Parque - Cortijo Alto (Ciudad de Justicia) | Recorrido                                                                                                   | 11-12 minutos                                  |
| 5                                              | Alameda Principal - Guadalmar - Parque de Ocio       | Recorrido                                                                                                   | 30-35 minutos                                  |
| 6                                              | Alameda Principal - La Milagrosa                     | Recorrido                                                                                                   | 50 minutos                                     |
| 7                                              | Alameda Principal - Miraflores de los Ángeles        | Recorrido                                                                                                   | 10-11 minutos                                  |
| 8                                              | Alameda Principal - Hospital Clínico                 | Recorrido                                                                                                   | 13 minutos                                     |
| 10                                             | Alameda Principal - Churriana                        | Recorrido                                                                                                   | 25-30 minutos                                  |
| 11                                             | Alameda Principal - El Palo                          | Recorrido                                                                                                   | 8 minutos                                      |
| 14                                             | Paseo de la Farola - Teatinos                        | Recorrido                                                                                                   | 11 minutos                                     |
| 16                                             | Paseo del Parque - La Térmica                        | Recorrido                                                                                                   | 12-13 minutos                                  |
| 17                                             | Alameda Principal - La Palma                         | Recorrido                                                                                                   | 10 minutos                                     |
| 19                                             | Paseo del Parque - Aeropuerto                        | Recorrido                                                                                                   | 30-35 minutos                                  |
| 20                                             | Alameda Principal - Universidad                      | Recorrido                                                                                                   | 10 minutos (15-17 en época no lectiva)         |
| 21                                             | Alameda Principal - Puerto de la Torre               | Recorrido                                                                                                   | 12 minutos                                     |
| 23                                             | Alameda Principal - Parque Cementerio                | Recorrido                                                                                                   | 25-30 minutos                                  |
| 24                                             | Avda. M. A. Heredia - Los Prados                     | Recorrido                                                                                                   | 15 minutos                                     |
| 25                                             | Paseo del Parque - Santa Rosalía (Campanillas)       | Recorrido                                                                                                   | 13-17 minutos                                  |
| 26                                             | Alameda Principal - Alegría de la Huerta             | Recorrido                                                                                                   | 15 minutos                                     |
| 27                                             | Avenida M. A. Heredia - Polígono I. Guadalhorce      | Recorrido                                                                                                   | 70-80 minutos                                  |
| 30                                             | Alameda Principal - Mangas Verdes                    | Recorrido                                                                                                   | 45-50 minutos                                  |
| 31                                             | Alameda Principal - Mainake                          | Recorrido                                                                                                   | 18-25 minutos                                  |
| 32                                             | Alameda Principal - El Limonar                       | Recorrido                                                                                                   | 16-18 minutos                                  |
| 33                                             | Alameda Principal - Cerrado de Calderón              | Recorrido                                                                                                   | 25-35 minutos                                  |
| 34                                             | Alameda Principal - Pedregalejo (Bda. La Mosca)      | Recorrido                                                                                                   | 30-35 minutos                                  |
| 35                                             | Alameda Principal - Gibralfaro                       | Recorrido                                                                                                   | 40-50 minutos                                  |
| 36                                             | Alameda de Colón - Conde de Ureña (Centro Histórico) | Recorrido                                                                                                   | 60 minutos                                     |
| 37                                             | Alameda Principal - Altamira/Monte Dorado            | Recorrido                                                                                                   | 25-30 minutos                                  |
| 38                                             | Alameda Principal - Granja Suárez                    | Recorrido                                                                                                   | 20-25 minutos                                  |
| 25E                                            | Paseo del Parque - Parque Tecnológico                | Recorrido (enlace roto disponible en Internet Archive; véase el historial, la primera versión y la última). | 6 salidas                                      |
| 61                                             | Alameda Principal - Jardín Botánico La Concepción    | Recorrido                                                                                                   | 60 minutos (Fines de semana y festivos)        |
| N1                                             | Puerta Blanca - El Palo                              | Recorrido                                                                                                   | 25 minutos                                     |
| N2                                             | Plaza de la Marina - Circular                        | Recorrido                                                                                                   | 50-55 minutos                                  |
| N4                                             | Alameda Principal - Puerto de la Torre               | Recorrido                                                                                                   | 23.30, 1.00 (Alameda) 0.15 (Pto. Torre)        |

### Metro
La línea 1 y 2 del Metro de Málaga se unen para formar la Estación El Perchel. La Estación Guadalmedina y Atarazanas se abrieron al público el 27 de marzo de 2023

## Barrios
Barcenillas, Campos Elíseos, Cañada de los Ingleses, Capuchinos, Centro Histórico, Conde de Ureña, Cristo de la Epidemia, El Ejido, El Molinillo, Ensanche Centro, La Caleta, La Goleta, La Malagueta, La Manía, La Merced, La Trinidad, La Victoria, Lagunillas, Los Antonios, Mármoles, Monte Sancha, Olletas, Perchel Norte, Perchel Sur, Pinares de Olletas, Plaza de Toros Vieja, San Felipe Neri, San Miguel, Santa Amalia, Segalerva, Sierra Blanquilla, Ventaja Alta, Monte de Gibralfaro, Puerto, Seminario.

## Galería

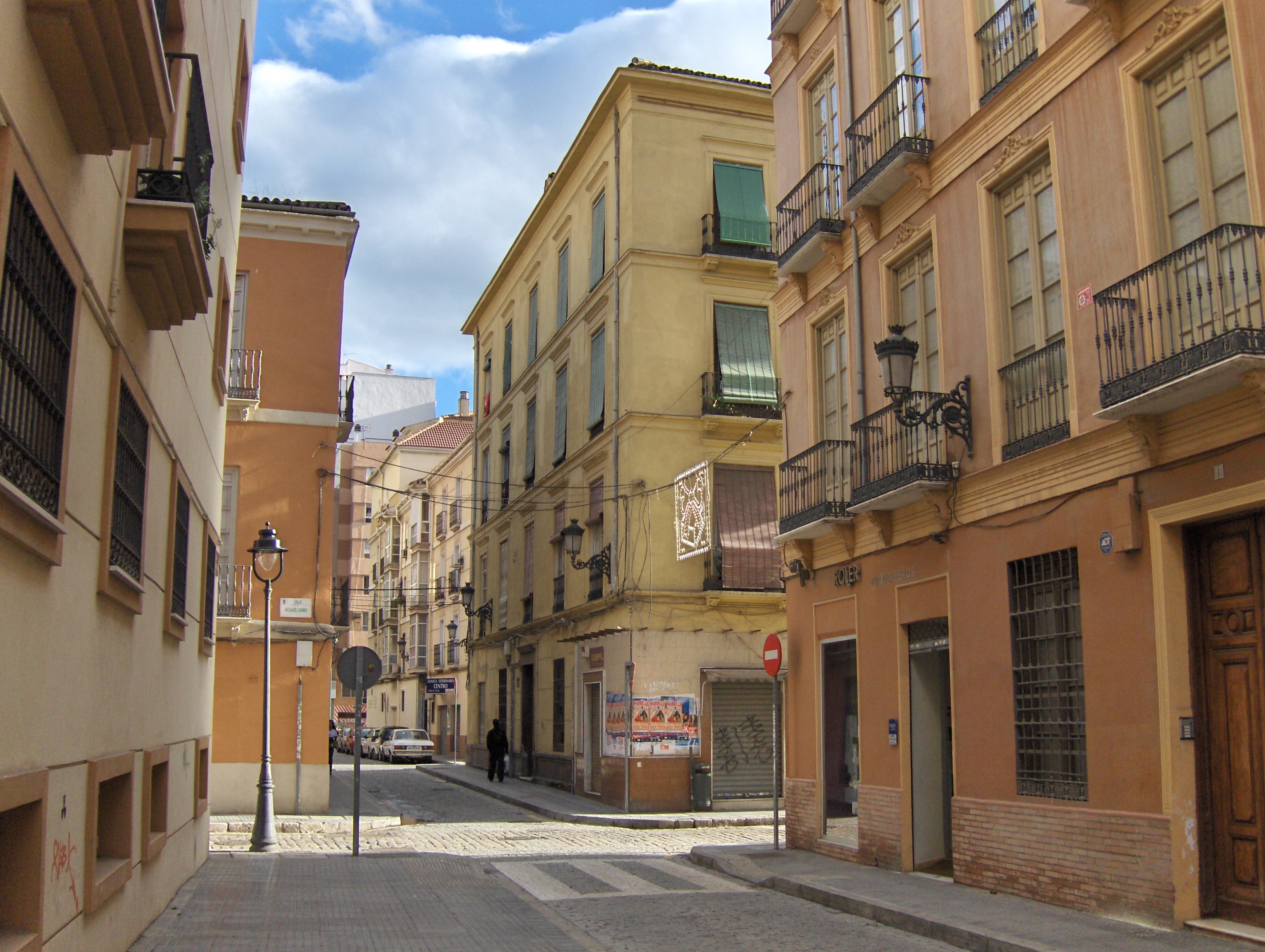
El Perchel.
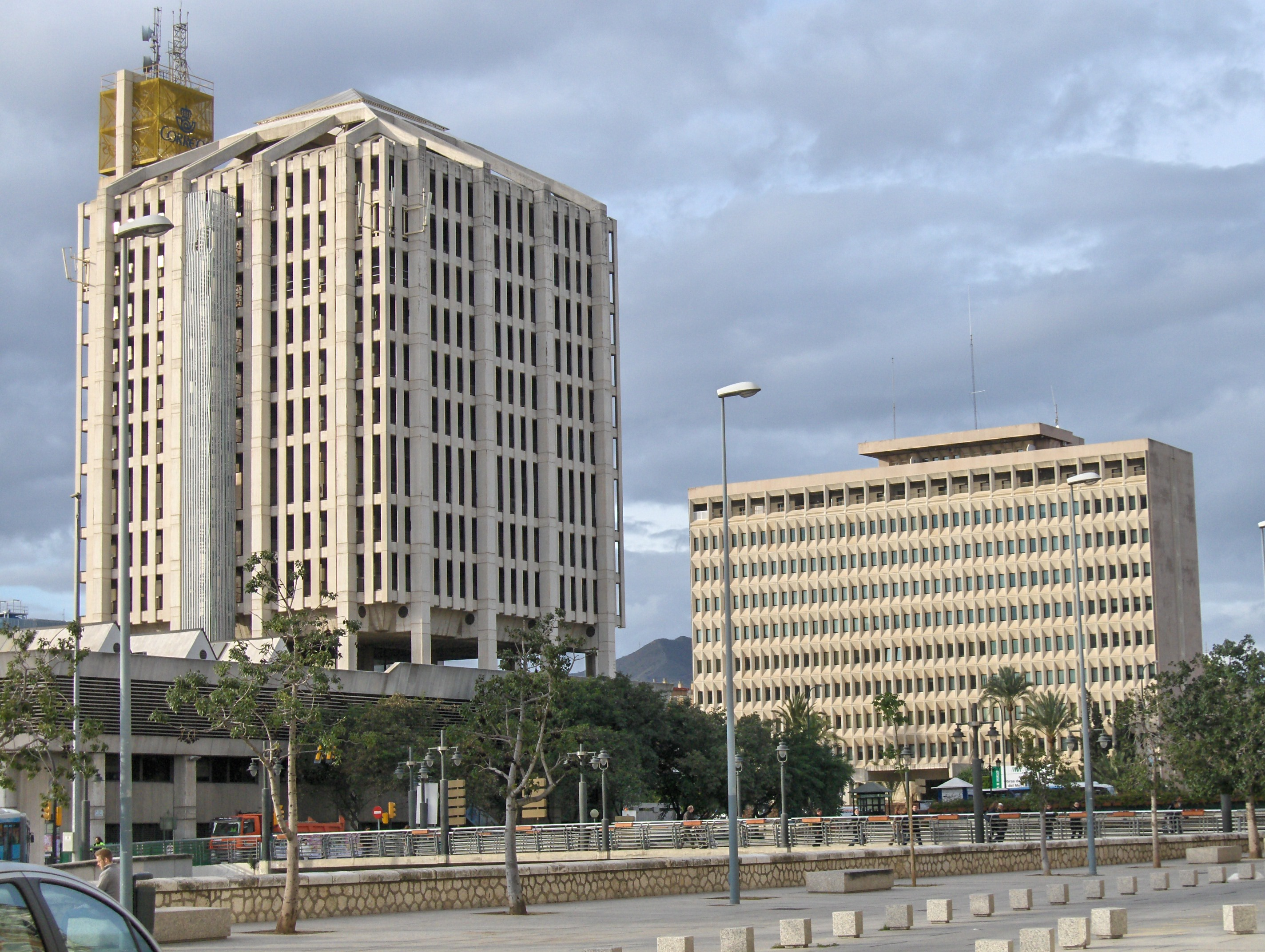
Correos y Hacienda.
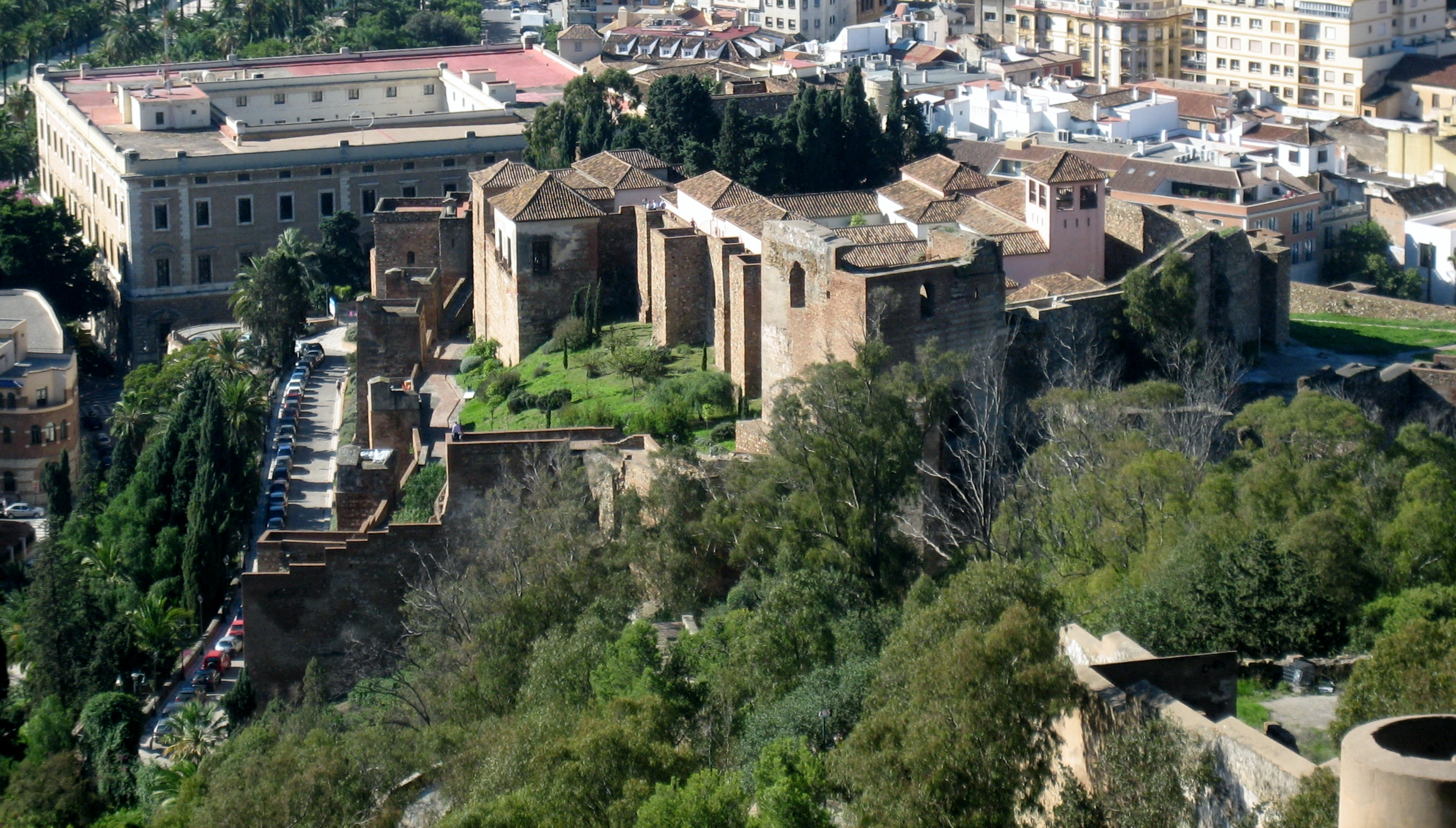
Alcazaba.
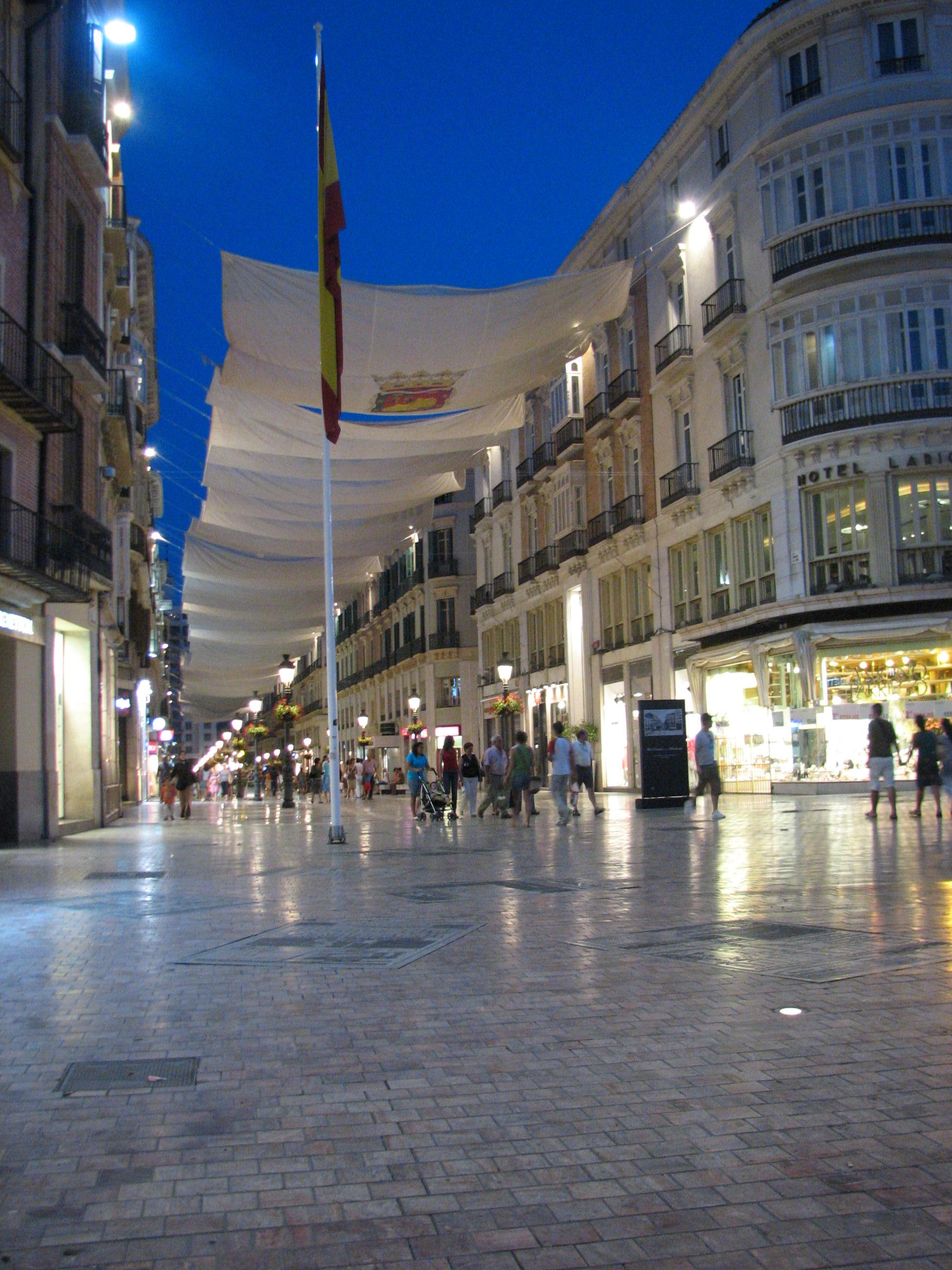
Calle Larios.
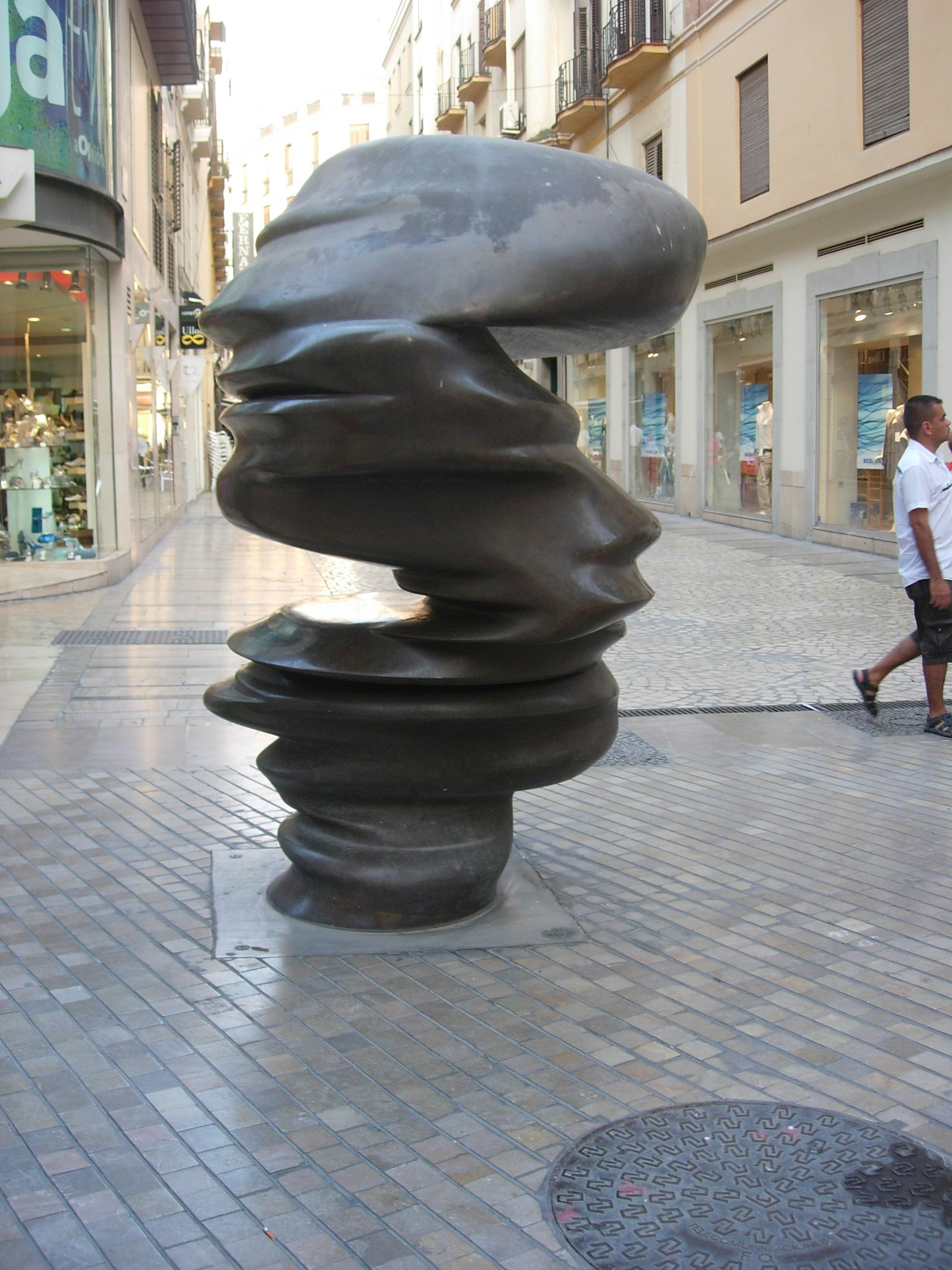
Points of view.
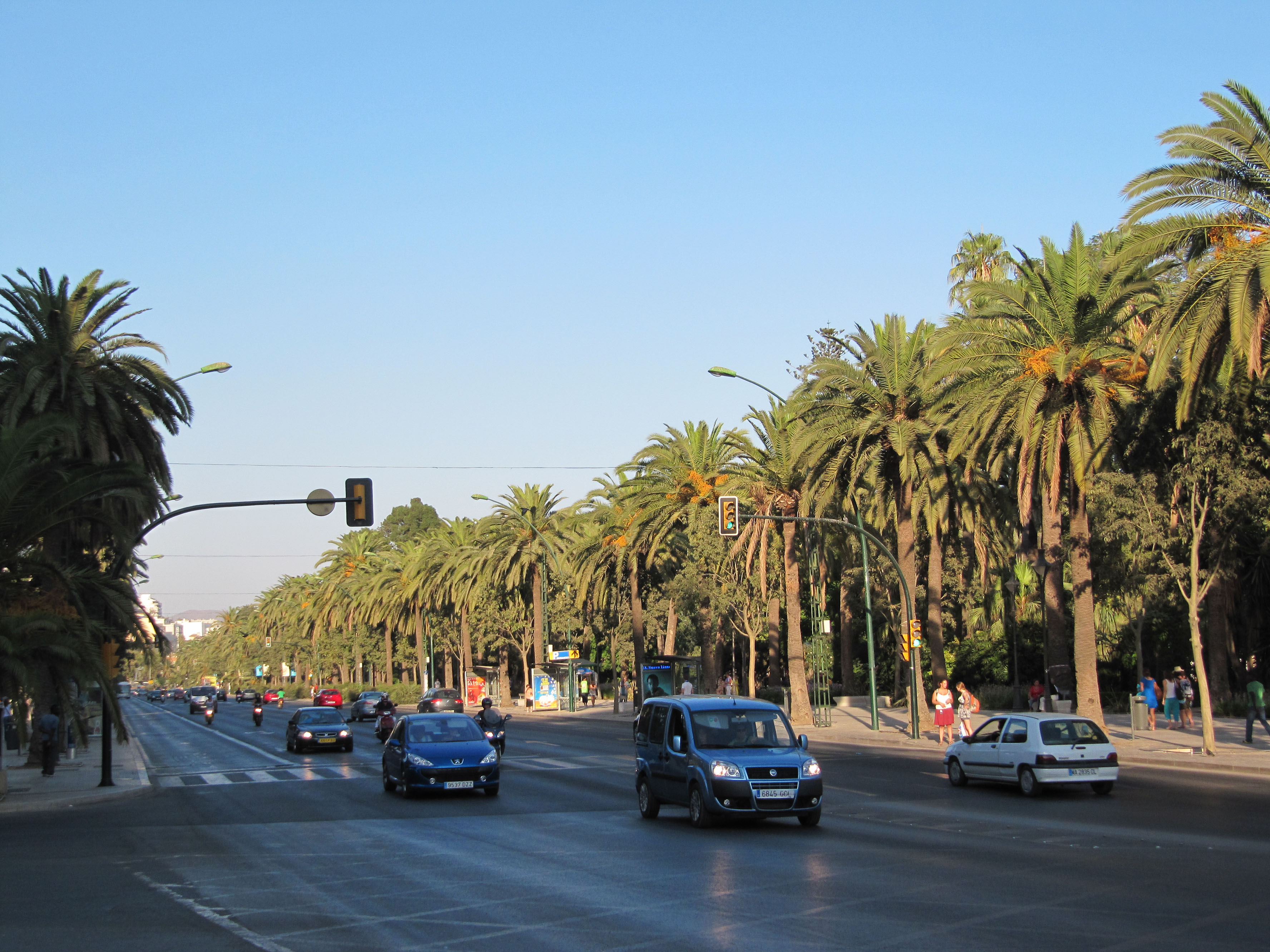
Paseo del Parque.
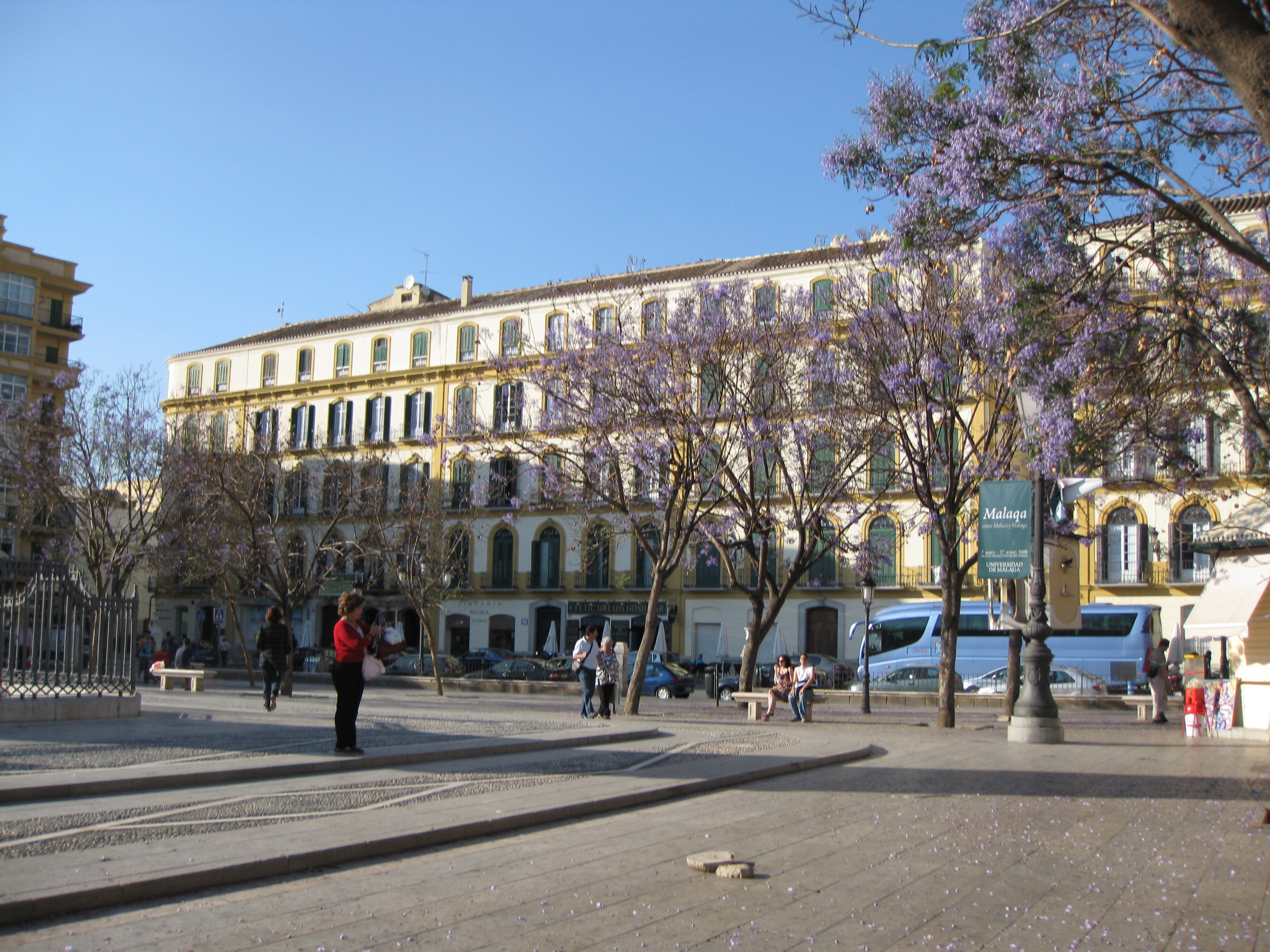
Plaza de la Merced.
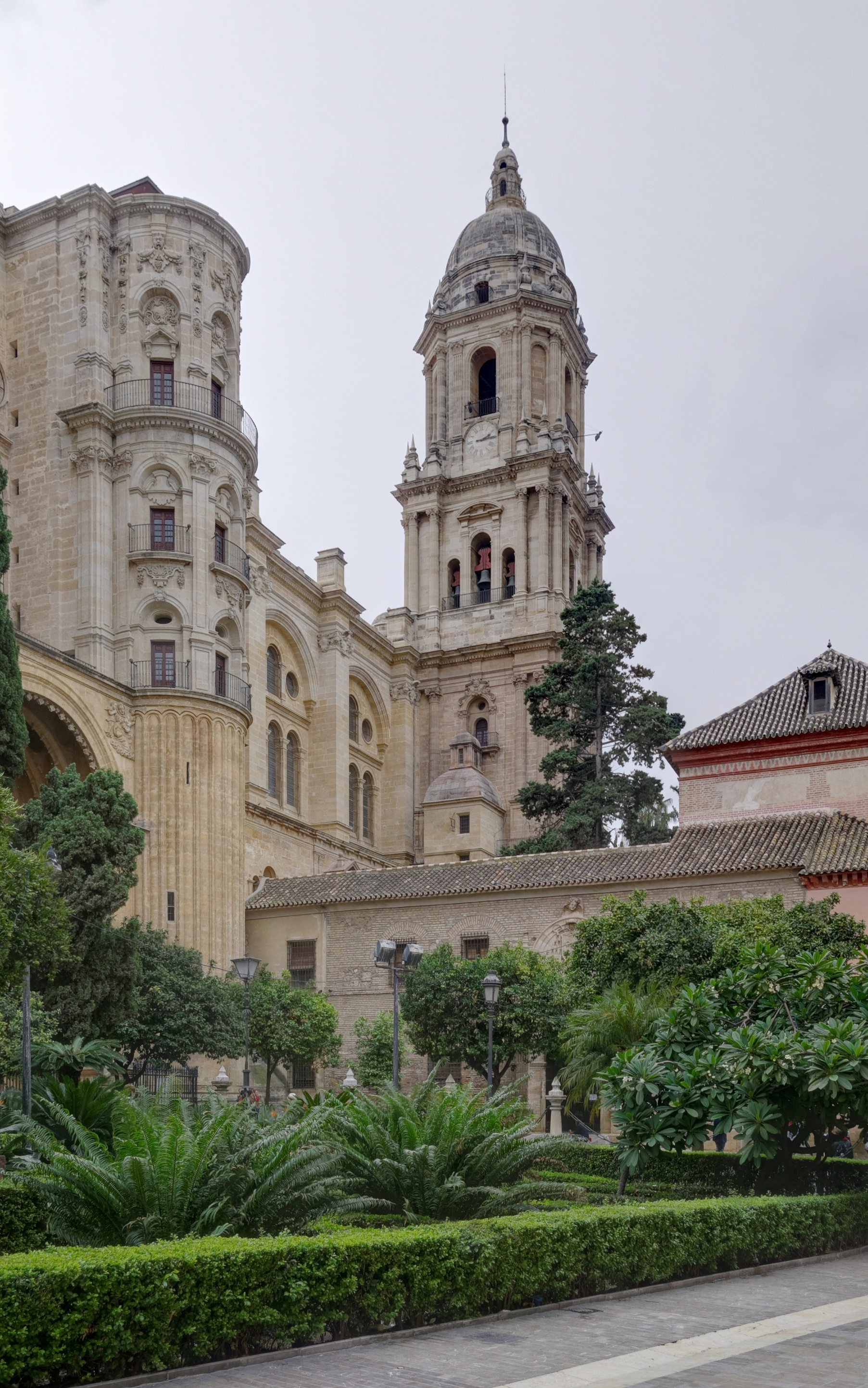
Catedral.